# Diadelia transversefasciata
Diadelia transversefasciata là một loài bọ cánh cứng trong họ Cerambycidae.